# Fouquieria purpusii
Fouquieria purpusii är en tvåhjärtbladig växtart som beskrevs av T. S.Brandegee. Fouquieria purpusii ingår i släktet Fouquieria och familjen Fouquieriaceae. Inga underarter finns listade i Catalogue of Life.